# Miasta i lata (film 1930)
Miasta i lata (ros. Города и годы) – radziecki czarno-biały film niemy z 1930 roku w reżyserii Jewgienija Czerwiakowa na podstawie powieści Konstantina Fiedina o takim samym tytule. 

## Obsada
- Bernhard Goetzke jako major von Schonau
- Iwan Czuweliow jako Andriej Starcew
- Giennadij Miczurin jako Kurt Van
- Sofja Magariłł jako Marie Uhrbach
- Andriej Kostriczkin jako Albert Birman
- Dawid Gutman jako Uhrbach
- M. Simakina jako Martha Birman
- Boris Miedwiediew jako oficer
- Piotr Pirogow jako Polak
- Sergei Ponachevny jako mężczyzna w restauracji
- Władimir Gardin jako właściciel fabryki
- Emil Gal jako artysta-futurysta
- Jewgienij Czerwiakow jako niemiecki żołnierz
- Leonid Kmit jako Fiodor Lependin
- Iona Bij-Brodski
- Dmitrij Żiriakow
- Lubow Gołownia jako Rita
- Dimitrij Kipiani jako francuski oficer
- Fiodor Nikitin jako artysta